# John Williams (snookerscheidsrechter)

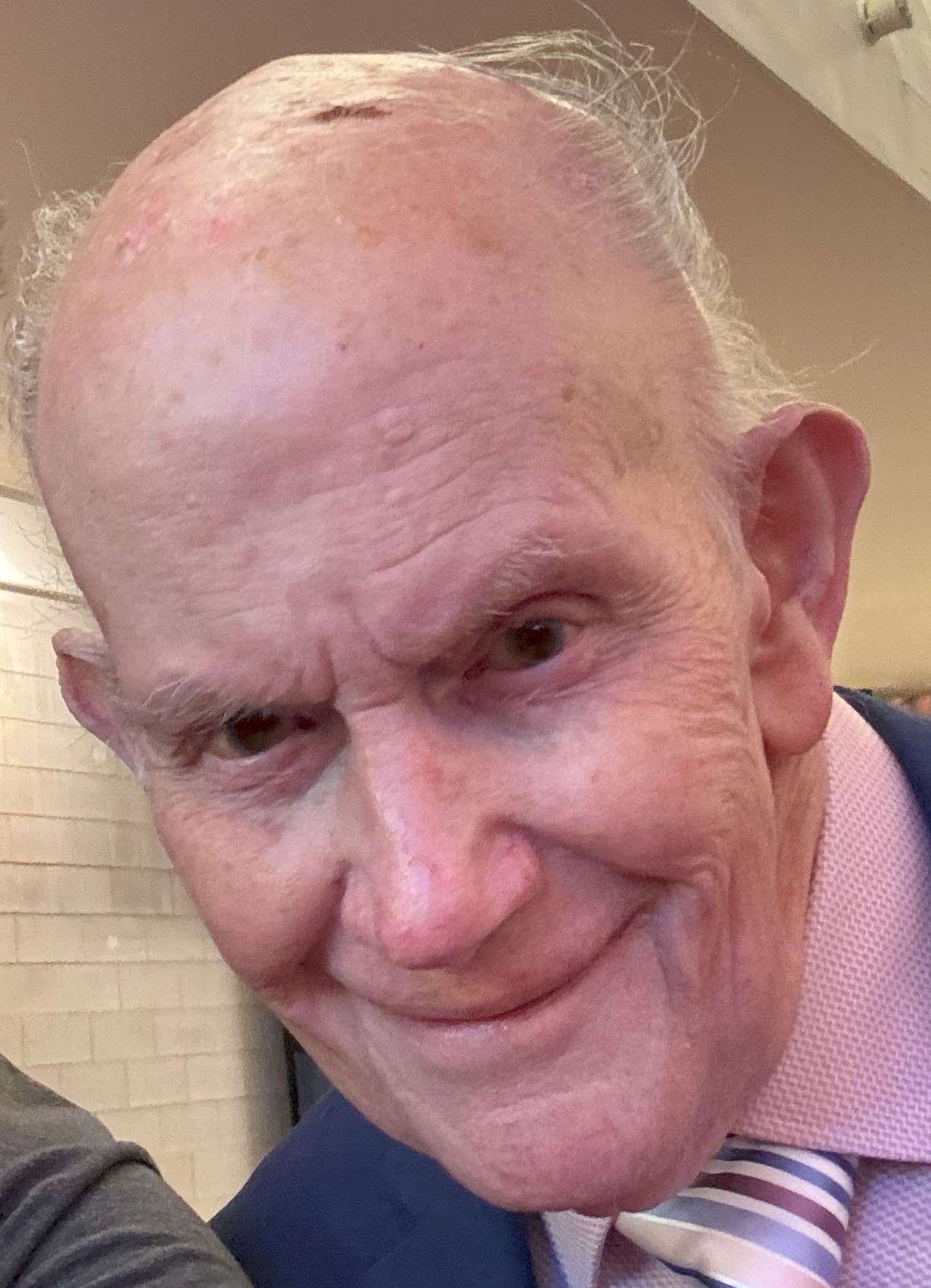
John Williams

John Williams (Wrexham, 8 juni 1937) is een voormalig Welsh snookerscheidsrechter.
Williams begon met het leiden van snookerwedstrijden in het midden van de jaren 1960, en was al scheidsrechter op het WK in de jaren 1970, toen de sport steeds groter werd. Hij moest een wedstrijd leiden tussen Alex Higgins en Fred Davis omdat het regende in de arena in Manchester. In 1981 werd hij fulltime scheidsrechter en was hij uitgegroeid tot een zeer bekend gezicht op tv.
Williams werd al snel de bekendste van alle scheidsrechters en leidde vele memorabele wedstrijden, bijvoorbeeld de eerste maximale break van 147 op het WK van 1983 door Cliff Thorburn tegen Terry Griffiths en de marathonfinale op het WK van 1985 tussen Steve Davis en Dennis Taylor.
In totaal leidde hij 10 WK-finales in The Crucible Theatre, meer dan enig ander. Zijn laatste finale op een WK was die tussen Peter Ebdon en Stephen Hendry in 2002. Direct na de finale trok Williams zich terug als snookerscheidsrechter. Hij maakte een gastoptreden in de Senior World Championship in 2011.

## Mijlpalen
- 1976 - finale World Snooker Championship tussen Ray Reardon en Alex Higgins
- 1978 - finale World Snooker Championship tussen Ray Reardon en Perrie Mans
- 1979 - finale World Snooker Championship tussen Terry Griffiths en Dennis Taylor
- 1981 - finale World Snooker Championship tussen Steve Davis en Doug Mountjoy
- 1985 - finale World Snooker Championship tussen Dennis Taylor en Steve Davis
- 1988 - finale World Snooker Championship tussen Steve Davis en Terry Griffiths
- 1991 - finale World Snooker Championship tussen John Parrott en Jimmy White
- 1994 - finale World Snooker Championship tussen Stephen Hendry en Jimmy White
- 1996 - finale World Snooker Championship tussen Stephen Hendry en Peter Ebdon
- 2002 - finale World Snooker Championship tussen Peter Ebdon en Stephen Hendry